# Terry Moore (auteur)
Pour les articles homonymes, voir Moore et Terry Moore.
Terry Moore (né le 19 novembre 1954) est un scénariste et dessinateur de comics américain. Il est le créateur de la série Strangers in Paradise.

## Biographie
Terry Moore commence sa carrière en dessinant une mini-série intitulée Strangers in Paradise publiée par Antarctic Press en 1993. Il quitte ensuite cet éditeur pour s'auto-éditer et poursuivre l'histoire des personnages créés dans cette mini-série. Strangers in Paradise remporte l'Eisner Award de la meilleure série. En 1996, sa série est éditée sous le label Homage créé par Jim Lee mais finalement Terry Moore reprend son indépendance pour raconter la fin des aventures de ses héroïnes et créer en 2007 une nouvelle série intitulée Echo. En 2011, il lance une nouvelle série intitulée Rachel Rising.

## Publications
Les titres suivis d'un * ont été traduits en français.
- 2023 : Parker Girls (scénario, dessin)*
- 2021-2022 : Serial (scénario, dessin)*
- 2020 : Ever, the way out (scénario, dessin)
- 2019 : Five Years (scénario, dessin) *
- 2018 : Strangers in Paradise XXV (scénario, dessin) *
- 2017 : Motor Girl (scénario, dessin) *[3]
- 2011 : Rachel Rising (scénario,dessin) *
- 2009 : Echo (scénario, dessin) *
- Strangers in Paradise (scénario, dessin) *
- Ultimate Marvel Team-Up #14 (dessin) *
- Paradise, Too!
- Lady Supreme #1-2
- Birds of Prey #47-49
- Ultimate Marvel Team-Up #14
- Spider-Man Loves Mary Jane
- Runaways *
- Negative Burn
- DC First: Batgirl/Joker #

## Récompenses
- 1996 : Prix Eisner de la meilleure histoire à suivre pour Strangers in Paradise n°1-8
- 2004 : Prix du comic book de la National Cartoonists Society pour Strangers in Paradise
- 2009 : Prix Harvey de la meilleure nouvelle série pour Echo
- 2012 :  Prix Adamson du meilleur auteur international pour l'ensemble de son œuvre
- 2014 : Prix Harvey du meilleur lettreur pour Rachel Rising
- 2015 : Prix Harvey du meilleur auteur complet pour Rachel Rising